# Jean Sauvage

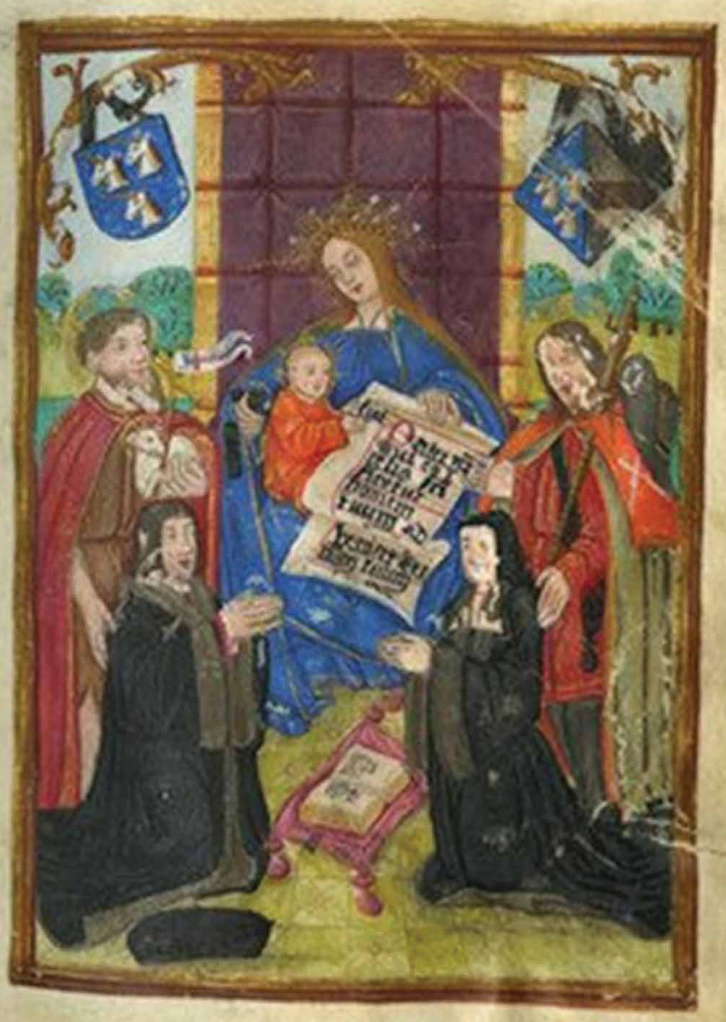
Jean Markant, miniatura del Libro de horas de Jean le Sauvage y Jacqueline de Boulogne, 1503. Los esposos como donantes ante la Virgen y el Niño con sus patronos, Juan el Bautista y Santiago el Mayor.

Jean Le Sauvage (Brujas, 1455-Zaragoza, 7 de junio de 1518), señor de Escobecques, consejero de Carlos V y gran canciller del Ducado de Brabante.

## Biografía
Fue un político de origen borgoñón, presidente del Consejo de Flandes en 1503, del Gran Consejo de Malinas en 1508 y gran canciller de Borgoña en 1515, en la corte de Margarita de Austria, gobernadora de Flandes. 
Su francofilia influyó en la política exterior, y concertó el Tratado de Noyon (1516) y la boda del príncipe Carlos de Habsburgo, sobrino de Margarita, con Renata, hija de Luis XII de Francia (1515), boda que no llegaría a celebrarse. Mecenas de Erasmo de Rotterdam, a quien invitó a viajar a España ofreciéndole un obispado, por su mediación el humanista dedicó al príncipe Carlos la Institutio principis christiani, manual para la formación del príncipe cristiano, y redactó la Querela pacis.
Acompañó al joven Carlos, futuro Carlos V, a España en su primer viaje, en septiembre de 1517. Su actividad como consejero extranjero, unido a la fama de que explotaba los recursos del país en beneficio propio, le hizo muy impopular y le enfrentó con los castellanos en las Cortes de Valladolid, ya en 1518.
Tras acompañar también al soberano a las Cortes aragonesas, a celebrar en Zaragoza en 1518, moriría a causa de la peste declarada en esa misma ciudad, «no sin lágrimas de los flamencos, pero no le lloraron los castellanos», según escribió Argensola.